# Rie Azami
Rie Azami (薊 理絵, 11 de gener de 1989) és una futbolista japonesa.

## Selecció del Japó
Va debutar amb la selecció del Japó el 2013. Va disputar 2 partits amb la selecció del Japó.

## Estadístiques
| Selecció del Japó | Selecció del Japó | Selecció del Japó |
| Anys              | Partits           | Gols              |
| ----------------- | ----------------- | ----------------- |
| 2013              | 1                 | 0                 |
| 2014              | 0                 | 0                 |
| 2015              | 1                 | 0                 |
| Total             | 2                 | 0                 |